# Peter Beazley
Peter George Beazley (ur. 9 czerwca 1922 w Chale, zm. 23 grudnia 2004) – brytyjski polityk i menedżer, poseł do Parlamentu Europejskiego I, II i III kadencji.

## Życiorys
W latach 1942–1947 był żołnierzem British Army. Kształcił się w Highgate School, następnie uzyskał magisterium w St John’s College w Oksfordzie. Od 1947 przez 30 lat pracował w koncernie Imperial Chemical Industries, zajmował m.in. stanowisko głównego menedżera, dyrektora działu i wiceprezesa. Był również dyrektorem zarządzającym spółek wchodzących w skład kompanii. Pod koniec lat 70. pracował w Chatham House.
W 1979 z ramienia Partii Konserwatywnej uzyskał mandat eurodeputowanego I kadencji. Z powodzeniem ubiegał się o reelekcję w wyborach w 1984 i 1989, zasiadając w PE do 1994. Pełnił m.in. funkcję wiceprzewodniczącego Komisji ds. Gospodarczych i Walutowych oraz Polityki Przemysłowej.